# Џокер (лик)
Џокер (енгл. Joker) је лик из стрипова и један од најпознатијих противника Бетмена. Иако је првобитно планирано да Џокер буде убијен, уредници стрипа су га ипак поштедели, па је тако он остао као један од главних негативаца у Бетмен серијалу до данашњег дана. У стриповима, Џокер је представљен као криминални геније — психопата са изопаченим, садистичким смислом за хумор. Као Бетменов противник, Џокер је био део најважнијих прича које су везане за овог суперхероја. Као један од најпрепознатљивијих ликова у популарној култури, Џокера многи сматрају једним од највећих негативаца из стрипова, као и једним од највећих ликова који су икада створени. Џокер се појављује на многим облицима робе, од одеће, преко играчака до забавних паркова са његовим именом.